# Honoré Gabriel Riqueti de Mirabeau
Honoré Gabriel Riqueti, Hrabia de Mirabeau, nazywany też po prostu: Mirabeau (ur. 9 marca 1749 w Bignon-Mirabeau, zm. 2 kwietnia 1791 w Paryżu) – wpływowy polityk Wielkiej Rewolucji Francuskiej, członek Stanów Generalnych, przewodniczący Zgromadzenia Narodowego. Również pisarz francuski.

## Życiorys
Pochodził z rodziny szlacheckiej, jego ojciec był markizem. Młody Gabriel nie był lubiany przez ojca, z tego powodu został przez niego wysłany do wojska, gdzie służył jako zwykły żołnierz. Był także więziony, za zgodą króla, jako nieposłuszny syn. W czasie pobytu w więzieniu przy szwajcarskiej granicy zbiegł do Holandii razem z kochanką, ale po kilku miesiącach został aresztowany i deportowany razem z nią do Francji. Z więzienia został zwolniony po interwencji ojca i powrócił do rodzinnego domu, gdzie podjął próbę odnowienia małżeństwa. W tym czasie dał się poznać jako mówca i błyskotliwy polemista. W wyborach do Stanów Generalnych wystartował jako przedstawiciel Stanu Trzeciego.
Preludium rewolucji widział w „aferze naszyjnikowej”. Członek jakobinów. W chwili radykalizacji tego klubu wycofał się z niego. W 1790 roku doradzał królowi Ludwikowi XVI ucieczkę z Francji.
W czasie obrad Stanów Generalnych żądał gwarantowanej prawem wolności dla każdego człowieka, zniesienia niewolnictwa we francuskich koloniach, swobody wypowiedzi i druku oraz zakończenia dyskryminacji protestantów i Żydów. Był posądzany o zapędy dyktatorskie, podejrzewano go o chęć zostania pierwszym ministrem. W efekcie tych obaw 7 listopada 1789 roku Zgromadzenie przegłosowało uchwałę zabraniającą swoim członkom obejmowania posad w rządzie. W marcu 1790 roku został przekupiony przez dwór królewski i od tego momentu aż do śmierci przesyłał królowi sekretne noty z ocenami sytuacji politycznej i radami. Mirabeau był zwolennikiem monarchii konstytucyjnej z silną pozycją króla na czele rządu, posiadającego prawo veta, co miało równoważyć władzę królewską i parlamentarną, zapobiegać dominacji jednego z ośrodków nad drugim oraz ewentualnej tyranii. Konstytucja powinna być ponad innymi prawami. W wyborach powinien obowiązywać cenzus majątkowy. Był współautorem „Deklaracji praw człowieka i obywatela”.
Zmarł rankiem 2 kwietnia 1791 roku w swym domu, otoczonym przez tłum zwolenników. Został pochowany w Panteonie, lecz dokumenty znalezione po obaleniu monarchii wskazały go jako potajemnego doradcę królewskiego, w związku z czym jego szczątki zostały wyrzucone z niego już w 1793 roku.

## W kulturze masowej
- Mirabeau jest jednym z głównych bohaterów powieści Błyskawice Teodora Jeske-Choińskiego;
- Mirabeau jest mentorem rady asasynów w grze Assassin's Creed: Unity.